# 娜塔莉亞·巴甫諾芙娜·帕雷
娜塔莉亞·帕夫諾芙娜·帕雷（俄語：Наталья Павловна Палей，1905年12月5日—1981年12月27日），是俄罗斯帝国皇帝亚历山大二世和皇后瑪麗亞·亞歷山德羅芙娜的孫女、保罗大公的女儿、羅曼諾夫王朝的成員。她的父親和兄長都被布爾什維克殺害，她倖免於難，流亡法國，先後在法國和美國從事過模特兒和電影演員工作。曾和法國著名導演让·谷克多交往。1937年息影。卒於紐約。

## 外部連接
- Natalie Paley在互联网电影资料库（IMDb）上的資料（英文）
- 在Find a Grave上的娜塔莉亞·巴甫諾芙娜·帕雷